# Игнатов, Александр Иванович
Алекса́ндр Ива́нович Игна́тов (род. 28 апреля 1955) — российский дипломат. Чрезвычайный и полномочный посол (2020).

## Биография
Окончил МГИМО МИД СССР (1978). На дипломатической работе с 1978 года.
- В 1978—1980 годах — дежурный референт Посольства СССР в Бангладеш.
- В 1980—1984 годах — переводчик, атташе Посольства СССР в США.
- В 1985—1990 годах — третий секретарь, второй секретарь Посольства СССР в Новой Зеландии.
- В 1992—1996 годах — первый секретарь Посольства России в Южной Корее.
- В 1999—2003 годах — советник-посланник Посольства России в Камбодже.
- В апреле — сентябре 2003 года — заместитель начальника Управления общеазиатских проблем МИД России.
- С сентября 2003 по август 2004 года — заместитель директора Департамента общеазиатских проблем МИД России.
- С августа 2004 по январь 2008 года — заместитель директора Департамента стран АСЕАН и общеазиатских проблем МИД России.
- С января 2008 по май 2009 года — заместитель директора Департамента стран общеазиатских проблем МИД России.
- С 5 мая 2009 по 7 ноября 2013 года — чрезвычайный и полномочный посол России в Камбодже[1][2]. Верительные грамоты вручил 6 июля 2009 года.
- С апреля 2014 по февраль 2016 года — заместитель директора Второго Департамента Азии МИД России.
- С 10 февраля 2016 по 19 мая 2021 года — чрезвычайный и полномочный посол России в Народной Республике Бангладеш[3]. Верительные грамоты вручил 5 апреля 2016 года.

## Дипломатический ранг
- Чрезвычайный и полномочный посланник 2 класса (15 января 2002)[4].
- Чрезвычайный и полномочный посланник 1 класса (1 мая 2012)[5].
- Чрезвычайный и полномочный посол (8 июня 2020)[6].

## Семья
Женат, имеет взрослую дочь.